# Brachymeria nitida
Brachymeria nitida is een vliesvleugelig insect uit de familie bronswespen (Chalcididae). De wetenschappelijke naam is voor het eerst geldig gepubliceerd in 1973 door Joseph, Narendran & Joy.